# Теллер, Гюнтер
Гюнтер Теллер (нем. Günther Teller; 24 ноября 1925 года Галле — 28 июня 1982 года) военный деятель ГДР, в 1968—1982 годах председатель Центрального комитета Общества спорта и техники, генерал-лейтенант (1975 год).

## Биография
Из семьи солевара. После окончания народной школы учился профессии слесаря. В 1943 году был призван Имперской службой труда. В 1943—1945 годах служил в вермахте. В конце войны в звании старшего ефрейтора пехоты попал в американский плен, из которого вскоре был отпущен на свободу. Работал водителем в родном Галле. В 1945 году стал одним из основателей Организации Антифашистской молодёжи Галле (Antifa-Jugend in Halle). В 1945—1946 годах был членом ЛДПГ и организационным руководителем районного комитета Союза свободной немецкой молодёжи Галле. С 1947 года член СЕПГ. К 1949 году он занимал пост секретаря по организационным вопросам при комитете ССНМ земли Саксония-Анхальт. 1 сентября 1949 года поступил на службу в Главное управление боевой подготовки, одновременно являлся сотрудником Главного управления политической культуры по работе с молодёжью. В 1950—1951 годах посещал Высшую партийную школу имени Карла Маркса при ЦК СЕПГ. В 1953—1957 годах возглавлял молодёжный отдел Политического управления ННА. Одновременно, в 1955—1959 годах был членом Центрального совета ССНМ. В 1958—1962 годах проходил обучение в Военной академии ННА имени Фридриха Энгельса в Дрездене. В 1962—1964 годах служил заместителем руководителя политического управления 3-го военного округа (Лейпциг). В 1964—1965 годах сам был заместителем командующего и руководителем политического управления 3-го Военного округа. В феврале 1965 года Теллер получил должность заместителя начальника Главного Политического Управления ННА по организационно-политической работе. 1 марта 1966 года ему было присвоено звание генерал-майора. 1 февраля 1968 года он сменил Курта Лобергера на должности председателя Центрального комитета Общества спорта и техники (восточногерманского аналога ДОСААФ). 1 марта 1975 года ему было присвоено звание генерал-лейтенант.

## Воинские звания
- Генерал-майор — 1 марта 1966 года;
- Генерал-лейтенант — 1 марта 1975 года.

## Избранные награды
- Орден «За заслуги перед Отечеством» (ГДР) в серебре — 1964 год;
- Орден Знамени Труда — 1972 год;
- Орден Шарнхорста  — 1981 год.